# Bataille de l'Öresund
Première Guerre du Nord
Batailles
- Żarnów
- Kłecko
- Sobota
- Varsovie
- Riga
- Prostki
- Chojnice
- Marche des Belts
- Öresund
- Copenhague
- Nyborg
- Kolding

La bataille de l'Öresund ou de l'Øresund ou du détroit du Sund a lieu le 8 novembre 1658 pendant la première guerre du Nord, dans le détroit du Sund, au nord de Copenhague, et voit la victoire de la flotte néerlandaise, venue secourir ses alliés danois, sur la flotte suédoise.

## Histoire
La Suède a vaincu le Danemark sur le champ de bataille et une armée suédoise emmenée par le roi Charles X Gustave met le siège devant Copenhague. Les Provinces-Unies envoient leur flotte pour empêcher la Suède de gagner le contrôle des deux côtés du détroit du Sund et ainsi de pouvoir contrôler librement le commerce dans la mer Baltique.
La flotte néerlandaise, commandée par l'amiral Jacob van Wassenaer Obdam, est légèrement inférieure en nombre de navires et en puissance de feu à la flotte suédoise, d'autant que les sept navires danois envoyés pour l'assister ne peuvent se mêler à l'action en raison d'un fort vent contraire et doivent se contenter de jouer le rôle de spectateurs. Obdam, qui a reçu des instructions très compliquées de la part du grand-pensionnaire Johan de Witt et lui a demandé de lui expliquer plus brièvement, résume sa mission en une phrase : « Sauver Copenhague et frapper au visage quiconque essaie de nous en empêcher », ce « quiconque » visant la flotte anglaise, qui s'abstient toutefois d'intervenir.
Le jour de la bataille, Obdam est victime d'une crise de goutte et doit se faire remplacer par son second, Egbert Bartholomeuszoon Kortenaer, qui, à bord du navire-amiral Eendragt, repousse toutes les attaques suédoises. Les Néerlandais, qui ont divisé leurs forces en trois escadres, ont l'avantage du vent face aux Suédois, qui sont quant à eux répartis en quatre escadres. Malgré la mort de Witte de With, dont le navire est coulé par les Suédois, les Néerlandais capturent quant à eux quatre navires et en brûlent un cinquième qui a été abandonné par son équipage. En remportant cette victoire, ils forcent ainsi la flotte suédoise à mettre fin au blocus de Copenhague, ce qui oblige par la suite Charles X Gustave à lever le siège de la capitale danoise.

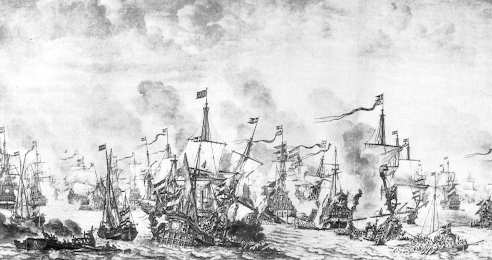
Bataille de l'Öresund par Willem van de Velde le Vieux.

## Sources
- R. C. Anderson, Naval Wars in the Baltic 1522-1850, 1910.

- (en) Cet article est partiellement ou en totalité issu de l’article de Wikipédia en anglais intitulé « Battle of the Sound » (voir la liste des auteurs).